# Кряк-Бряк
«Кряк-Пак» (англ. Quack Pack) — мультсеріал, випущений в 1996 році і є продовженням мультсеріалу «Качині історії» (1987—1990). За сюжетом, дія відбувається після повернення Дональда з флоту. Він забирає своїх племінників до себе і починає самостійно займатися їх вихованням.